# Ливанская, Александра Юрьевна
Александра Юрьевна Ливанская (23 февраля 1956, Москва — 5 сентября 2020, там же) — советский и российский тележурналист.

## Образование и карьера
В 1978 году окончила факультет журналистики МГУ (отделение тележурналистики).
С 1978 по 1984 — работала внештатным корреспондентом Московской редакции Гостелерадио.
С 1985 по 1995 — редактор, затем корреспондент, затем комментатор Информационной программы «Время».
С 1986 по 1992 — один из авторов информационно — развлекательной телепрограммы «До и после полуночи» (цикл очерков — «Репортажи из российской провинции») I канал. Телекомпания «Останкино». За этот цикл Александре Ливанской в 1990 году был присужден почетный диплом Союза журналистов России.
В 1992 и 1993 году — на 1-м канале выходит авторская телепрограмма Ливанской «Репортаж ни о чём».
1994 — автор и режиссёр документального фильма «Жванецкий. Наедине с собой». (Эфир — 1 канал ОРТ).
В 1994 году организует независимую телевизионную Редакцию «В городе N…», которая специализируется на производстве публицистических программ и документальных фильмов для общероссийских и региональных телекомпаний.
С 1994 по 2007 год — главный редактор Редакции телепрограмм «В городе N…» (независимая некоммерческая организация).
С 2007 года — генеральный директор «Арт-Видео Студии „Дом“».
1994—1996 год — автор и ведущая телепрограммы «В городе N…» (эфир — I канал ОРТ).
1995 — автор сценария и режиссёр документального фильма «300 гектаров социализма».
1996—1997 год — автор и ведущая телепрограммы «Репортаж ни о чем» (эфир — РТР).
1998 — художественный руководитель и продюсер телепрограммы «Поле зрения» (эфир — РТР).
С 1998 по 1999 — автор и ведущая телепрограммы «Здравствуй, мама!» (эфир — «ТВ Центр»).
1998 — автор сценария и режиссёр документального видеофильма «Сказки Большого Югана» (цикл о малых народах России).
1999 — автор и режиссёр документального видеофильма «Алхалалай» (цикл о малых народах России).
1999—2000 — автор и ведущая телепрограммы «Портрет Незнакомки» (эфир — «ТВ Центр»).
2001 — автор сценария и режиссёр документального фильма «На краю солнечной лавы».
2001—2002 — автор и режиссёр цикла теленовелл «Костромские этюды» (по заказу православной телекомпании «Держава»).
2002—2011 — автор и ведущая цикла телепрограмм о людях с ограниченными возможностями «Жизнь продолжается!» (эфир — ТК «7ТВ», ТК «Звезда», ТК «Столица», ТК «Москва 24»).
2004 — автор сценария и режиссёр документального видеофильма «Возрождение древней обители».
2008 — автор сценария и режиссёр документально — просветительского видеофильма «Иоанн Креститель. Взгляд из 21-го века».
За постоянное внимание к проблемам экологии Александра Ливанская награждена дипломом Первого Всероссийского конкурса журналистов «Экология России», а передача о последствиях Чернобыля из цикла «В городе N…» участвовала в международном фестивале «10 лет Чернобыля» (Италия — Турин).
С 1994 года возглавляла независимые негосударственные студии «В городе N» и «Арт-Видео Студия „Дом“».
Скончалась 5 сентября 2020 года в Москве от онкологического заболевания.

## Фильмография
- Камео в фильме «Про бизнесмена Фому» (брала интервью у механизатора Фомы Дракина, его жены и директора коммерческого банка)
- Камео в фильме «Шаг вправо… шаг влево…» (вместе с певицей Ольгой Кормухиной становится заложницей у взбунтовавшихся в тюрьме заключённых)